# Heteronebo elegans
Espèce
Heteronebo elegans est une espèce de scorpions de la famille des Diplocentridae.

## Distribution
Cette espèce est endémique de Jamaïque. Elle se rencontre dans la paroisse de Saint-Thomas.

## Description
La femelle holotype mesure 34,15 mm.

## Publication originale
- Francke, 1978 : Systematic revision of diplocentrid scorpions (Diplocentridae) from circum-Caribbean lands. Texas Tech University Museum Special Publications, no 14, p. 1-92 (texte intégral).